# Lista ichtiozaurów
Poniższa lista obejmuje rodzaje zwierząt, które były klasyfikowane w rzędzie ichtiozaurów lub grupie Ichthyopterygia. Zawiera ona zarówno powszechnie akceptowane rodzaje, jak również te uznawane za wątpliwe (nomina dubia), nieformalne (nomina nuda) oraz rodzaje zwierząt nieuznawanych już za ichtiozaury.

## A
- Acamptonectes
- Acuetzpalin
- Anhuizaur – młodszy synonim czaohuzaura.
- Argovisaurus[1]
- Arthropterygius
- Athabascasaurus
- Auroroborealia[2]

## B
- Barracudasauroides
- Besanozaur
- Brachypteryg

## C
- Catutosaurus
- Caypullisaurus
- Cetarthrosaurus
- Chakaikozaur
- Cryopterygius
- Czaohuzaur
- Czenzaur – młodszy synonim czaohuzaura.
- Cymbospondyl

## D
- Dearcmhara
- Delfinozaur – młodszy synonim kalifornozaura.

## E
- Egirozaur
- Ekskalibozaur
- Eurinozaur
- Eurypteryg – młodszy synonim ichtiozaura.

## F
- Falarodon
- Fernatator[3]

## G
- Gadusaurus[4]
- Gengasaurus
- Grendelius – młodszy synonim brachypteryga.
- Grippia
- Guanlingsaurus – nie jest pewne, czy jest to młodszy synonim szastazaura[5] czy też odrębny rodzaj[6].
- Guizhouichthyosaurus – nie jest pewne, czy jest to odrębny rodzaj[7][5][6], czy też młodszy synonim szastazaura[8].

## H
- Hauffiopteryx
- Himalajazaur – prawdopodobnie synonim szonizaura
- Hudsonelpidia

## I
- Ichthyotitan[9]
- Ichtiozaur
- Isfjordosaurus

## J
- Jabalisaurus
- Janusaurus

## K
- Kalifornozaur
- Kalałajia
- Keilhauia
- Kontektopalat
- Kyhytysuka[10]

## L
- Leninia
- Leptocheirus
- Leptonektes
- Leptopterygius - pierwotna nazwa rodzajowa leptonektesa, nadana mu przez Friedricha von Huene. Okazało się jednak, że nazwę tę wcześniej otrzymał rodzaj ryby, co wymusiło nadanie ichtiozaurowi nowej nazwy rodzajowej[11].

## M
- Magnipterygius[12]
- Maiaspondyl
- Makgowania
- Makropterygius
- Malawania
- Merriamia – młodszy synonim rodzaju Toretocnemus.
- Merriamosaurus - prawdopodobnie młodszy synonim pesopteryksa[7].
- Metaszastazaur – młodszy synonim kalałajii.
- Mikadocefal
- Miksozaur
- Mollesaurus - być może młodszy synonim oftalmozaura[11][7].
- Muiscasaurus
- Myobradypterygius[13]
- Myopterygius - być może młodszy synonim platypteryga[11].

## N
- Nanopteryg

## 0
- Oftalmozaur
- ?Omphalosaurus - przynależność do Ichthyopterygia niepewna.
- Otschevia - być może młodszy synonim brachypteryga[11].

## P
- Palvennia
- Panjiangsaurus - być może młodszy synonim Guizhouichthyosaurus[5].
- Paraophthalmosaurus - być może młodszy synonim oftalmozaura[11].
- Parrassaurus
- Parwinatator
- Pervushovisaurus[14]
- Pesopteryks
- Pesozaur
- Phantomosaurus
- Platypteryg
- Plutoniosaurus - młodszy synonim platypteryga[11].
- Proteozaur – młodszy synonim ichtiozaura.
- Protoichthyosaurus

## Q
- Qianichthyosaurus
- Quasianosteosaurus

## S
- Sangiorgiosaurus – być może młodszy synonim miksozaura[11][7].
- Simbirskia[potrzebny przypis]
- Simbirskiasaurus – nie jest pewne, czy jest to młodszy synonim platypteryga[11][7], czy też odrębny rodzaj[14].
- Sisteronia
- Stenopteryg
- Suevoleviathan
- Sumpalla
- Sveltonectes
- Swalbardozaur
- Szastazaur
- Szonizaur

## T
- Temnodontozaur
- Thaisaurus
- Thalassodraco
- Thalattoarchon
- ?Tholodus - przynależność do Ichthyopterygia niepewna.
- Toretocnemus

## U
- Undorozaur
- Utatsuzaur

## W
- Wahlisaurus
- Wimanius

## X
- ?Xinminosaurus - przynależność do Ichthyopterygia niepewna. Być może młodszy synonim Tholodus.